# Seznam vítězů smíšené čtyřhry na US Open
Seznam vítězů smíšené čtyřhry na US Open je chronologickým přehledem vítězů a finalistů této kategorie na US Open od roku 1892 do současnosti.

## Přehled vítězů a finalistů od roku 1892
| Rok  | Vítězové                                          |            | Finalisté                                       | Výsledek         |
| 2023 | Anna Danilinová – Harri Heliövaara                | –          | Jessica Pegulaová – Austin Krajicek             | 6–3, 6–4         |
| 2022 | Storm Sandersová – John Peers                     | –          | Kirsten Flipkensová – Édouard Roger-Vasselin    | 4–6, 6–4, [10–7] |
| 2021 | Desirae Krawczyková – Joe Salisbury               | –          | Giuliana Olmosová – Marcelo Arévalo             | 7–5, 6–2         |
| 2020 | nehrálo se                                        | nehrálo se | nehrálo se                                      | nehrálo se       |
| 2019 | Bethanie Matteková-Sandsová – Jamie Murray        | –          | Čan Chao-čching – Michael Venus                 | 6–2, 6–3         |
| 2018 | Bethanie Matteková-Sandsová – Jamie Murray        | –          | Alicja Rosolská – Nikola Mektić                 | 2–6, 6–3, [11–9] |
| 2017 | Martina Hingisová – Jamie Murray                  | –          | Čan Chao-čching – Michael Venus                 | 6–1, 4–6, [10–8] |
| 2016 | Laura Siegemundová – Mate Pavić                   | –          | Coco Vandewegheová – Rajeev Ram                 | 6–4, 6–4         |
| 2015 | Martina Hingisová – Leander Paes                  | –          | Bethanie Matteková-Sandsová – Sam Querrey       | 6–4, 3–6, [10–7] |
| 2014 | Sania Mirzaová – Bruno Soares                     | –          | Abigail Spearsová – Santiago González           | 6–2 2–6 [11–9]   |
| 2013 | Andrea Hlaváčková – Max Mirnyj                    | –          | Abigail Spearsová – Santiago González           | 7–65, 6–3        |
| 2012 | Jekatěrina Makarovová – Bruno Soares              | –          | Květa Peschkeová – Marcin Matkowski             | 6–7 6–1 [12–10]  |
| 2011 | Melanie Oudinová - Jack Sock                      | –          | Gisela Dulková - Eduardo Schwank                | 7–6 6–4 [10–8]   |
| 2010 | Liezel Huberová - Bob Bryan                       | –          | Květa Peschkeová - Ajsám Kúreší                 | 6–4 6–4          |
| 2009 | Carly Gullicksonová - Travis Parrott              | –          | Cara Blacková - Leander Paes                    | 6–2 6–4          |
| 2008 | Cara Blacková - Leander Paes                      | –          | Liezel Huberová - Jamie Murray                  | 7–66 6–4         |
| 2007 | Viktoria Azarenková - Max Mirnyj                  | –          | Meghann Shaughnessyová - Leander Paes           | 6–4 7–66         |
| 2006 | Martina Navrátilová - Bob Bryan                   | –          | Květa Peschkeová - Martin Damm                  | 6–2 6–3          |
| 2005 | Daniela Hantuchová - Maheš Bhúpatí                | –          | Katarina Srebotniková - Nenad Zimonjić          | 6–4 6–2          |
| 2004 | Věra Zvonarevová - Bob Bryan                      | –          | Alicia Moliková - Todd Woodbridge               | 6–3 6–4          |
| 2003 | Katarina Srebotniková - Bob Bryan                 | –          | Lina Krasnorutská - Daniel Nestor               | 5–7 7–5 77–65    |
| 2002 | Lisa Raymondová - Mike Bryan                      | –          | Katarina Srebotniková - Bob Bryan               | 711–6 77–61      |
| 2001 | Rennae Stubbsová - Todd Woodbridge                | –          | Lisa Raymondová - Leander Paes                  | 6–4 5–7 7–69     |
| 2000 | Arantxa Sánchezová Vicariová - Jared Palmer       | –          | Anna Kurnikovová - Max Mirnyj                   | 6–4 6–3          |
| 1999 | Ai Sugijamová - Maheš Bhúpatí                     | –          | Kimberly Poová - Donald Johnson                 | 6–4 6–4          |
| 1998 | Serena Williamsová - Max Mirnyj                   | –          | Lisa Raymondová - Patrick Galbraith             | 6–2 6–2          |
| 1997 | Manon Bollegrafová - Rick Leach                   | –          | Mercedes Pazová - Pablo Albano                  | 3–6 7–5 6–3      |
| 1996 | Lisa Raymondová - Patrick Galbraith               | –          | Manon Bollegrafová - Rick Leach                 | 7–66 7–64        |
| 1995 | Meredith McGrathová - Matt Lucena                 | –          | Gigi Fernándezová - Cyril Suk                   | 6–4 6–4          |
| 1994 | Elna Reinachová - Patrick Galbraith               | –          | Jana Novotná - Todd Woodbridge                  | 6–2 6–4          |
| 1993 | Helena Suková - Todd Woodbridge                   | –          | Martina Navrátilová - Mark Woodforde            | 6–3 7–66         |
| 1992 | Nicole Provisová - Mark Woodforde                 | –          | Helena Suková - Tom Nijssen                     | 4–6 6–3 6–3      |
| 1991 | Manon Bollegrafová - Tom Nijssen                  | –          | Arantxa Sánchezová Vicariová - Emilio Sanchez   | 6–2 7–62         |
| 1990 | Elizabeth Smylieová - Todd Woodbridge             | –          | Nataša Zverevová - Jim Pugh                     | 6–4 6–2          |
| 1989 | Robin Whiteová - Shelby Cannon                    | –          | Meredith McGrathová - Rick Leach                | 3-6 6-2 7-5      |
| 1988 | Jana Novotná - Jim Pugh                           | –          | Elizabeth Smylieová - Patrick McEnroe           | 7-5 6-3          |
| 1987 | Martina Navrátilová - Emilio Sanchez              | –          | Betsy Nagelsenová - Paul Annacone               | 6-4 6-7 7-6      |
| 1986 | Raffaella Reggiová - Sergio Casal                 | '–         | Martina Navrátilová - Peter Fleming             | 6-4 6-4          |
| 1985 | Martina Navrátilová - Heinz Günthardt             | –          | Elizabeth Smylieová - John Fitzgerald           | 6-3 6-4          |
| 1984 | Manuela Malejevová - Tom Gullikson                | –          | Elizabeth Smylieová - John Fitzgerald           | 2-6 7-5 6-4      |
| 1983 | Elizabeth Smylieová - John Fitzgerald             | – '        | Barbara Potterová - Ferdi Taygan                | 3-6 6-3 6-4      |
| 1982 | Anne Smithová - Kevin Curren                      | –          | Barbara Potterová - Ferdi Taygan                | 6-7 7-6 7-6      |
| 1981 | Anne Smithová - Kevin Curren                      | –          | JoAnne Russellová - Steve Denton                | 6-4 7-6          |
| 1980 | Wendy Turnbullová - Marty Riessen                 | –          | Betty Stöveová - Frew McMillan                  | 7-5 6-2          |
| 1979 | Greer Stevensová - Bob Hewitt                     | –          | Betty Stöveová - Frew McMillan                  | 6-3 7-5          |
| 1978 | Betty Stöveová - Frew McMillan                    | –          | Billie Jean Kingová - Ray Ruffels               | 6-3 7-6          |
| 1977 | Betty Stöveová - Frew McMillan                    | –          | Billie Jean Kingová - Vitas Gerulaitis          | 6-2 3-6 6-3      |
| 1976 | Billie Jean Kingová - Phil Dent                   | –          | Betty Stöveová - Frew McMillan                  | 3-6 6-2 7-5      |
| 1975 | Rosie Casalsová - Dick Stockton                   | –          | Billie Jean Kingová - Fred Stolle               | 6-3 7-6          |
| 1974 | Pam Teeguardenová - Geoff Masters                 | –          | Chris Evertová - Jimmy Connors                  | 6-1 7-6          |
| 1973 | Billie Jean Kingová - Owen Davidson               | –          | Margaret Courtová - Marty Riessen               | 6-3 3-6 7-6      |
| 1972 | Margaret Courtová - Marty Riessen                 | –          | Rosie Casalsová - Ilie Năstase                  | 6-3 7-5          |
| 1971 | Billie Jean Kingová - Owen Davidson               | –          | Betty Stöveová - Rob Maud                       | 6-3 7-5          |
| 1970 | Margaret Courtová - Marty Riessen                 | –          | Judy Tegartová Daltonová - Frew McMillan        | 6-4 6-4          |
| 1969 | Margaret Courtová - Marty Riessen                 | –          | Françoise Dürrová - Dennis Ralston              | 7-5 6-3          |
| 1968 | Mary Ann Eisel - Peter Curtis                     | –          | Tory Fretz - Gerry Perry                        | 6-4 7-5          |
| 1967 | Billie Jean Kingová - Owen Davidson               | –          | Rosie Casalsová - Stan Smith                    | 6-3 6-2          |
| 1966 | Donna Floyd Fales - Owen Davidson                 | –          | Carol Aucamp - Ed Rubinoff                      | 6-1 6-3          |
| 1965 | Margaret Courtová - Fred Stolle                   | –          | Judy Tegartová Daltonová - Frank Froehling III  | 6-2 6-2          |
| 1964 | Margaret Smith - John Newcombe                    | –          | Judy Tegartová Daltonová - Ed Rubinoff          | 10-8 4-6 6-3     |
| 1963 | Margaret Courtová - Ken Fletcher                  | –          | Judy Tegartová Daltonová - Ed Rubinoff          | 3-6 8-6 6-2      |
| 1962 | Margaret Courtová - Fred Stolle                   | –          | Lesley Turner - Frank Froehling                 | 7-5 6-2          |
| 1961 | Margaret Courtová - Bob Mark                      | –          | Darlene Hardová - Dennis Ralston                | Forfeit          |
| 1960 | Margaret Osborneová duPontová - Neale Fraser      | –          | Maria Buenová - Antonio Palafox                 | 6-3 6-2          |
| 1959 | Margaret Osborneová duPontová - Neale Fraser      | –          | Janet Hopps - Bob Mark                          | 7-5 13-15 6-2    |
| 1958 | Margaret Osborneová duPontová - Neale Fraser      | –          | Maria Buenová - Alex Olmedo                     | 6-3 3-6 9-7      |
| 1957 | Althea Gibsonová - Kurt Nielsen                   | –          | Darlene Hardová - Bob Howe                      | 6-3 9-7          |
| 1956 | Margaret Osborneová duPontová - Ken Rosewall      | –          | Darlene R. Hard - Lew Hoad                      | 9-7 6-1          |
| 1955 | Doris Hartová - Vic Seixas                        | –          | Shirley Fryová - Lew Hoad                       | 9-7 6-1          |
| 1954 | Doris Hartová - Vic Seixas                        | –          | Margaret Osborneová duPontová - Ken Rosewall    | 4-6 6-1 6-1      |
| 1953 | Doris Hartová - Vic Seixas                        | –          | Julia Ann Sampson - Rex Hartwig                 | 6-2 4-6 6-4      |
| 1952 | Doris Hartová - Frank Sedgman                     | –          | Thelma Coyneová Longová - Lew Hoad              | 6-3 7-5          |
| 1951 | Doris Hartová - Frank Sedgman                     | –          | Shirley Fryová - Mervyn Rose                    | 6-3 6-2          |
| 1950 | Margaret Osborneová duPontová - Ken McGregor      | –          | Doris Hartová - Frank Sedgman                   | 6-4 3-6 6-3      |
| 1949 | Louise Broughová - Eric Strugess                  | –          | Margaret Osborneová duPontová - William Talbert | 4-6 6-3 7-5      |
| 1948 | Louise Broughová - Tom Brown                      | –          | Margaret Osborneová duPontová - William Talbert | 6-4 6-4          |
| 1947 | Louise Broughová - John Bromwich                  | –          | Gussie Moran - Pancho Segura                    | 6-3 6-1          |
| 1946 | Margaret Osborne - Bill Talbert                   | –          | Louise Broughová - Robert Kimbrell              | 6-3 6-4          |
| 1945 | Margaret Osborne - Bill Talbert                   | –          | Doris Hartová - Bob Falkenberg                  | 6-4 6-4          |
| 1944 | Margaret Osborne - Bill Talbert                   | –          | Dorothy Bundy - Donald McNeill                  | 6-2 6-3          |
| 1943 | Margaret Osborne - Bill Talbert                   | –          | Pauline Betzová - Pancho Segura                 | 10-8 6-4         |
| 1942 | Louise Broughová - Ted Schroeder                  | –          | Patricia Canningová Toddová - Alejo Russell     | 3-6 6-1 6-4      |
| 1941 | Sarah Palfreyová - Jack Kramer                    | –          | Pauline Betzová - Bobby Riggs                   | 4-6 6-4 6-4      |
| 1940 | Alice Marbleová - Bobby Riggs                     | –          | Dorothy Bundy - Jack Kramer                     | 9-7 6-1          |
| 1939 | Alice Marbleová - Harry Hopman                    | –          | Sarah Palfreyová - Elwood Cooke                 | 9-7 6-1          |
| 1938 | Alice Marbleová - Don Budge                       | –          | Thelma Coyne - John Bromwich                    | 6-1 6-2          |
| 1937 | Sarah Palfreyová - Don Budge                      | –          | Sylvia Henrotin - Yvon Petra                    | 6-2 8-10 6-0     |
| 1936 | Alice Marbleová - Gene Mako                       | –          | Sarah Palfreyová - Don Budge                    | 6-3 6-2          |
| 1935 | Sarah Palfreyová - Enrique Maier                  | –          | Kay Stammers - Roderich Menzel                  | 6-4 4-6 6-3      |
| 1934 | Helen Jacobsová - George Lott                     | –          | Elizabeth Ryanová - Lester Stoefen              | 4-6 13-11 6-2    |
| 1933 | Elizabeth Ryanová - Ellsworth Vines               | –          | Sarah Palfreyová - George Lott                  | 11-9 6-1         |
| 1932 | Sarah Palfreyová - Fred Perry                     | –          | Helen Jacobsová - Ellsworth Vines               | 6-3 7-5          |
| 1931 | Betty Nuthall - George Lott                       | –          | Anna McCune Harper - Wilmer Allison             | 6-3 6-3          |
| 1930 | Edith Cross - Wilmer Allison                      | –          | Marjorie Morrill - Frank Shields                | 6-4 6-4          |
| 1929 | Betty Nuthall - George Lott                       | –          | Phyllis Covell - Henry Austin                   | 6-3 6-3          |
| 1928 | Helen Willsová Moodyová - Jack Hawkes             | –          | Edith Cross - Edgar Moon                        | 6-1 6-3          |
| 1927 | Eileen Bennett - Henri Cochet                     | –          | Hazel Wightmanová - René Lacoste                | 6-2 6-0 6-3      |
| 1926 | Elizabeth Ryanová - Jean Borotra                  | –          | Hazel Wightmanová - René Lacoste                | 6-4 7-5          |
| 1925 | Kitty McKane - Jack Hawkes                        | –          | Ermintrude Harvey - Vincent Richards            | 6-2 6-4          |
| 1924 | Helen Willsová Moodyová - Vincent Richards        | –          | Molla Malloryová - Bill Tilden                  | 6-8 7-5 6-0      |
| 1923 | Molla Malloryová - Bill Tilden                    | –          | Kitty McKane - John Hawkes                      | 6-3 2-6 10-8     |
| 1922 | Molla Malloryová - Bill Tilden                    | –          | Helen Willsová Moodyová - Howard Kinsey         | 6-4 6-3          |
| 1921 | Mary K. Browne - Bill Johnston                    | –          | Molla Malloryová - Bill Tilden                  | 3-6 6-4 6-3      |
| 1920 | Hazel Hotchkissová Wightmanová - Wallace Johnson  | –          | Molla Malloryová - Craig Biddle                 | 6-4 6-3          |
| 1919 | Marion Zinderstein - Vincent Richards             | –          | Florence Ballin - Bill Tilden                   | 2-6 11-9 6-2     |
| 1918 | Hazel Hotchkissová Wightmanová - Irving Wright    | –          | Molla Malloryová - Fred Alexander               | 6-2 6-3          |
| 1917 | Molla Malloryová - Irving Wright                  | –          | Florence Ballin - Bill Tilden                   | 10-12 6-1 6-3    |
| 1916 | Eleonora Sears - Willis Davis                     | –          | Florence Ballin - Bill Tilden                   | 6-4 7-5          |
| 1915 | Hazel Hotchkissová Wightmanová - Harry Johnson    | –          | Molla Malloryová - Irving Wright                | 6-0 6-1          |
| 1914 | Mary K. Browne - Bill Tilden                      | –          | Margaretta Myers - J. R. Rowland                | 6-1 6-4          |
| 1913 | Mary K. Browne - Bill Tilden                      | –          | Dorothy Green - C. S. Rogers                    | 7-5 7-5          |
| 1912 | Mary K. Browne - Dick Williams                    | –          | Eleanora Sears - W. J. Clothier                 | 6-4 2-6 11-9     |
| 1911 | Hazel Hotchkissová Wightmanová - Wallace Johnson  | –          | Edna Wildey - Morris Tilden                     | 6-4 6-4          |
| 1910 | Hazel Hotchkissová Wightmanová - Joseph Carpenter | –          | Edna Wildey - Morris Tilden                     | 6-2 6-2          |
| 1909 | Hazel Hotchkissová Wightmanová - Wallace Johnson  | –          | Louise Hammond - Raymond Little                 | 6-2 6-0          |
| 1908 | Edith Rotch - Nathaniel Niles                     | –          | Louise Hammond - Raymond Little                 | 6-4 4-6 6-4      |
| 1907 | May Sayers - Wallace Johnson                      | –          | Natalie Wildey - Morris Tilden                  | 6-1 7-5          |
| 1906 | Sarah Coffin - Edward Dewhurst                    | –          | Margaret Johnson - J. B. Johnson                | 6-3 7-5          |
| 1905 | Augusta Schultz Hobart - Clarence Hobart          | –          | Elisabeth H. Moore - Edward Dewhurst            | 6-2 6-4          |
| 1904 | Elisabeth Moore - Wylie Grant                     | –          | May Suttonová - F. B. Dallas                    | 6-2 6-1          |
| 1903 | Helen Chapman - Harry Allen                       | –          | Carrie B. Neely - W. H. Rowland                 | 6-4 7-5          |
| 1902 | Elisabeth Moore - Wylie Grant                     | –          | Elizabeth Rastall - Albert Hoskins              | 6-2 6-1          |
| 1901 | Marion Jones - Ray Little                         | –          | Myrtle McAteer - Clyde Stevens                  | 6-4 6-4 7-5      |
| 1900 | Margaret Hunnewell - Alfred Codman                | –          | T. Shaw - George Atkinson                       | 11-9 6-3 6-1     |
| 1899 | Elizabeth Rastall - Albert Hoskins                | –          | Jane Craven - James Gardner                     | 6-4 6-0 rit.     |
| 1898 | Carrie Neely - Edwin Fisher                       | –          | Helen Chapman - J. A. Hill                      | 6-2 6-4 8-6      |
| 1897 | Laura Henson - D.L. Magruder                      | –          | Maud Banks - R. A. Griffin                      | 6-4 6-3 7-5      |
| 1896 | Juliette Atkinson - Edwin Fisher                  | –          | Amy Williamsová - Mantle Fielding               | 6-2 6-3 6-3      |
| 1895 | Juliette Atkinson - Edwin Fisher                  | –          | Amy Williamsová - Mantle Fielding               | 4-6 8-6 6-2      |
| 1894 | Juliette Atkinson - Edwin Fisher                  | –          | McFadden - Gustav Remak                         | 6-3 6-2 6-1      |
| 1893 | Ellen Roosevelt - Clarence Hobart                 | –          | Ethel Bankston - Robert Willson                 | 6-1 4-6 10-8     |
| 1892 | Mabel Cahill - Clarence Hobart                    | –          | Elisabeth Moore - Rodmond Beach                 | 6-1 6-3          |